# Theaterplein (Antwerpen)
Het Theaterplein is een plein in de Belgische stad Antwerpen. Het plein wordt begrensd door de Maria Pijpelincxstraat, de Oudevaartplaats, de Nieuwstad en de Meistraat. Aan de noordzijde van het plein ligt de Stadsschouwburg Antwerpen.
Vroeger lagen tussen de Oudevaartplaats en de Meistraat twee straten die nu verdwenen zijn: de Kanonstraat en de Bonte Mantelstraat. Het Theaterplein ontstond in de jaren 1970 door de afbraak van de daar gelegen huizenblokken, die aan het einde van de Tweede Wereldoorlog zwaar beschadigd waren geraakt. Op 28 oktober 1944, kort na de bevrijding van Antwerpen, werd de Bonte Mantelstraat getroffen door de inslag van een V2-raket. Daarbij vielen 71 doden en 81 gewonden en werd de hele buurt in puin gelegd.
In de jaren 1970 verrees de stadschouwburg op de open ruimte tussen Hopland, Maria Pijpelincxstraat, Meistraat en Kanonstraat, die gekend stond als het Oud Arsenaalplein. Voordien stonden op het plein het Arsenal de Construction en het klooster van de ongeschoeide karmelieten (discalsen).Ten zuiden van de schouwburg werd het Theaterplein aangelegd. Het Theaterplein werd in 1980 verder vergroot door de afbraak van een elektriciteitscentrale aan de Nieuwstad.
In 2008 werd het plein verbouwd. Het oppervlak werd verhoogd en er werd een grote, transparante luifelconstructie gebouwd. Daarnaast werden aan de kant van de Nieuwstad hedendaagse tuinen geplaatst. Het plein loopt nu langzaam op naar de stadsschouwburg en HETPALEIS.
Wekelijks wordt er op zaterdag een exotische markt op het Theaterplein gehouden en op zondag staat er een deel van de Vogelenmarkt.